# Funk Como Le Gusta
O Funk Como Le Gusta é uma big band paulistana que mistura black music com música latina e samba-rock, com toques eletrônicos.
Formada em 1998, a banda é considerada uma das maiores expoentes nesse gênero, na atualidade.

## Carreira
Desde o final dos anos 90, o Funk Como Le Gusta vem mostrando seu singular trabalho musical, mixando samba, soul e música latina, sempre revalorizando a black music brasileira. O FCLG se tornou notório por tocar funks clássicos de trilhas de filmes e promover inesquecíveis jam sessions, utilizando formação de Big Band, protagonizando e influenciando artistas contemporâneos nesse estilo. 
O grupo tem um DVD, quatro álbuns autorais e um cd de remixes lançados. O primeiro é o "Roda de Funk", de 1999 , que trouxe fortes influências de samba-rock e grooves instrumentais, com participações de Sandra de Sá, Fernanda Abreu, DJ Hum e diversos rappers de peso da Iberoamérica. Este foi lançado também em vinil onde a faixa de destaque foi 16 toneladas, nessa época a cantora Paula Lima e o produtor Bid ainda pertenciam ao grupo.
Logo após, veio o álbum "F.C.L.G." e, neste trabalho a banda manteve seu brilhantismo, inovando ao incorporar em seu estilo dançante elementos como o chorinho e a música eletrônica. Os álbuns foram lançados no Japão e na Europa e algumas canções estão em coletâneas ao redor do mundo, a citar "Favela Chic", "Bazar Nu Jazz" entre outras.
O DVD "Funk 'ao vivo' Como Le Gusta" é de 2005 e retrata a excelente execução nos palcos, com uma gravação sem overdubs posteriores em estúdio, assim como no primeiro álbum.
O FCLG já contou com parcerias e participações de Thaíde, Marcelo D2, Jorge Ben Jor, Osvaldinho do Acordeon, Paulo Moura, Tony Tornado, Paula Lima, Nação Zumbi, DJ Marky, DJ Hum e dezenas de outros artistas em seu palco e em seus álbuns.
Em 2011 é a vez do álbum duplo (uma unidade física e uma virtual) “A Cura Pelo Som” e “A Cura Pelo Som - Lado B”, que reúne canções dos últimos cinco anos e algumas produções inéditas, como experimentações e composições que incluem instrumentais como “La Vida Irá” e as cantadas, “Muchacha Fantástica” e “Sem Amor”, concretizando definitivamente sua incessante busca de renovação sonora e autenticidade. Mais recentemente em 2015 a Big Band paulistana lançou  "A Nave-Mãe Segue Viagem", disco que mostra uma nova fase renovada do grupo que mantém sua força e inventividade acima de qualquer crise ou moda, levando alegria e muito balanço nos seus animados shows.

## Discografia
- 1999 - Roda de Funk - ST2
- 2004 - FCLG - ST2
- 2005 - DVD Funk "Ao Vivo" Como Le Gusta - ST2
- 2011 - A Cura Pelo Som - Radar Records
- 2015 - A Nave-Mãe segue Viagem - Ponto4 Digital

## Integrantes
- Reginaldo 16 - trompete, flugelhorn e vocal
- Eron Guarnieri - teclado, vocal
- Kuki Stolarski - bateria
- Sérgio Bartolo - contrabaixo
- Kito Siqueira - barítono saxofone, alto saxofone
- Tiquinho - trombone
- Hugo Hori - tenor saxofone, flauta transversal e vocal
- Claudio Cambé - Trompete
- Marcelo Pereira - saxofone[3]